# 比爾卡河 (斯盧奇河支流)
比爾卡河（烏克蘭語：Білка），是烏克蘭西部的河流，屬於斯盧奇河的左支流。該河發源自皮薩里夫卡西南面1公里，流經赫梅利尼茨基州的赫梅利尼茨基區，河道全長23公里，流域面積75.1平方公里。